# Európai Filmdíjak 2002
A 15. Európai Filmdíj-átadó ünnepséget (15th European Film Awards), amelyen az előző évben hivatalosan bemutatott, az Európai Filmakadémia mintegy 1600 tagjának szavazata alapján legjobbnak ítélt európai filmeket, illetve azok alkotóit részesítették elismerésben, 2002. december 7-én tartották meg az olasz főváros Teatro dell’Opera di Roma épületében. A díjátadó gála ceremóniamestereinek Asia Argento olasz színésznőt és Mel Smith brit színész-rendezőt kérték fel.
A szeptemberben nyilvánosságra hozott nagyjátékfilm-válogatás listája 37 alkotást tartalmazott, közülük választották ki az egyes kategóriák jelöltjeit.
Az előző évhez hasonlóan tizenhat kategóriában osztottak díjat. A legtöbb jelölést Aki Kaurismäki finn-német-francia koprodukcióban készült epikus filmdrámája, A múlt nélküli ember kapta, hat kategóriában versenyzett, azonban díjat nem vihetett haza. Igazi sikert aratott viszont az öt jelölésből három díjat beseprő Beszélj hozzá, a spanyol Pedro Almodóvar drámája, amely két közönségdíjat is megszerzett. 3-3 jelölést kapott François Ozon 8 nő, Roman Polański A zongorista és Ken Loach Édes kamaszkor című alkotása. Mindegyik egy-egy díjat vihetett haza. Ozon drámájának nyolc főszereplője testületileg megosztva kapta a legjobb európai színésznőnek járó díjat.
A magyar filmművészetet öt alkotás is képviselte a megmérettetésen. A legjobb európai film díjáért két filmdráma versenyzett, Dettre Gábor Felhő a Gangesz felett és Kamondi Zoltán Kísértések című alkotása. A legjobb fiatal tehetségnek járó Fassbinder-díjért két ifjú alkotó, Pálfi György és Mundruczó Kornél versenyzett Hukkle, illetve Szép napok című filmjeikkel, az előbbi addig elért sikereit a Filmakadémia is megkoronázta azzal, hogy a gálán Pálfi vehette át alkotásáért a legjobb felfedezett díját. A rövidfilmek között a velencei fesztivál UIP-díjas Kalózok szeretője, Péterffy Zsófia 7 perces festményanimációja versenyezhetett.

## Válogatás
1. 8 femmes (8 nő) – rendező: François Ozon
2. All Or Nothing (Minden vagy semmi) – rendező: Mike Leigh
3. Angela – rendező: Roberta Torre
4. Astérix et Obélix - Mission Cléopatre (Asterix és Obelix: A Kleopátra-küldetés) – rendező: Alain Chabat
5. Babi léto (A vénasszonyok nyara) – rendező: Vladimir Michálek
6. Bella Martha – rendező: Sandra Nettelbeck
7. Bloody Sunday (Véres vasárnap) – rendező: Paul Greengrass
8. Brucio nel vento (Elégni a szélben) – rendező: Silvio Soldini
9. Dekapentavgoustos – rendező: Constantinos Giannaris
10. Elsker dig for evigt (Hogy szeretsz?) – rendező: Susanne Bier
11. En construcción (Építkezés) – rendező: José Luis Guerin
12. En la ciudad sin limites (Város határok nélkül) – rendező: Antonio Hernández
13. Felhő a Gangesz felett – rendező: Dettre Gábor
14. Food Of Love – rendező: Ventura Pons
15. Hable con ella (Beszélj hozzá) – rendező: Pedro Almodóvar
16. Hafid (A tenger) – rendező: Baltasar Kormákur
17. Halbe Treppe (Félúton) – rendező: Andreas Dresen
18. Heaven (A gyilkosok is a mennyországba mennek) – rendező: Tom Tykwer
19. Josephine – rendező: Rajko Grlić
20. Kísértések – rendező: Kamondi Zoltán
21. Laissez-passer (De Gaulle katonái) – rendező: Bertrand Tavernier
22. Le fils (A fiú) – rendező: Jean-Pierre és Luc Dardenne
23. Lilja 4-ever – rendező: Lukas Moodysson
24. L’ora di religione (Anyám mosolya) – rendező: Marco Bellocchio
25. Luce dei miei occhi (A szerelmes taxisofőr) – rendező: Giuseppe Piccioni
26. Lucia y el sexo (A szex és Lucia) – rendező: Julio Medem
27. Lundi natin (Hétfő reggel) – rendező: Otar Ioszeliani
28. Mies vailla menneisyyttä (A múltnélküli ember) – rendező: Aki Kaurismäki
29. Morvern Callar (Ellopott siker) – rendező: Lynne Ramsay
30. Nirgendwo in Afrika (Hontalanul Afrikában) – rendező: Caroline Link
31. Ruszkij kovcseg (Русский ковчег) (Az orosz bárka) – rendező: Alekszandr Szokurov
32. Sma Ulykker (Apróbb zűrök) – rendező: Annette K. Olesen
33. Srbija godine nulte – rendező: Goran Marković
34. Sur mes lèvres (A számat figyeld) – rendező: Jacques Audiard
35. Sweet Sixteen (Édes kamaszkor) – rendező: Ken Loach
36. The Pianist (A zongorista) – rendező: Roman Polański
37. Vojna (Война) (Háború) – rendező: Alekszej Balabanov

## Díjazottak és jelöltek
| „Díjazott” – szürkéskék háttérrel   |
| „Jelölt” – világos szürke háttérrel |

### Legjobb európai film
| Magyar címe              | Eredeti címe             | Rendező         | Ország                                                           |
| ------------------------ | ------------------------ | --------------- | ---------------------------------------------------------------- |
| Beszélj hozzá            | Hable con ella           | Pedro Almodóvar | Spanyolország                                                    |
| 8 nő                     | 8 femmes                 | François Ozon   | Franciaország                                                    |
| A Magdolna nővérek       | The Magdalene Sisters    | Peter Mullan    | Egyesült Királyság                                               |
| A múlt nélküli ember     | Mies vailla menneisyyttä | Aki Kaurismäki  | Finnország · Németország · Franciaország                         |
| A zongorista             | The Pianist              | Roman Polański  | Franciaország · Lengyelország · Németország · Egyesült Királyság |
| Csavard be, mint Beckham | Bend It Like Beckham     | Gurinder Chadha | Egyesült Királyság                                               |
| Lilja 4-ever             | Lilja 4-ever             | Lukas Moodysson | Svédország                                                       |
| Véres vasárnap           | Bloody Sunday            | Paul Greengrass | Egyesült Királyság                                               |

### Az év európai felfedezettje – Fassbinder-díj
| Magyar címe       | Eredeti címe                       | Rendező                           | Ország                                                   |
| ----------------- | ---------------------------------- | --------------------------------- | -------------------------------------------------------- |
| Hukkle            | Hukkle                             | Pálfi György                      | Magyarország                                             |
| A harcos          | El guerrero                        | Asif Kapadia                      | Egyesült Királyság · Németország · Franciaország · India |
| Apróbb zűrök      | /Sma ulykker                       | Annette K. Olesen                 | Dánia · Svédország                                       |
| Grazia szigete    | Respiro                            | Emanuele Crialese                 | Olaszország · Németország                                |
| Határőr           | Varuh meje                         | Maja Weiss                        | Szlovénia · Németország · Franciaország                  |
| Két barát         | Due amici                          | Spiro Scimone, Francesco Sframeli | Olaszország                                              |
| Mi van, mi a baj? | Wesh wesh, qu'est-ce qui se passe? | Rabah Ameur-Zaïmeche              | Franciaország                                            |
| –––               | Nichts bereuen                     | Benjamin Quabeck                  | Németország                                              |
| Papírsárkány      | Zmej (Змей)                        | Alekszej Muradov                  | Oroszország                                              |
| –––               | Smoking Room                       | Roger Gual, Julio D. Wallovits    | Spanyolország                                            |
| Szép napok        | Szép napok                         | Mundruczó Kornél                  | Magyarország                                             |

### Legjobb európai dokumentumfilm – Arte díj
| Magyar címe                                              | Eredeti címe                         | Rendező                                        | Ország                                                            |
| -------------------------------------------------------- | ------------------------------------ | ---------------------------------------------- | ----------------------------------------------------------------- |
| –––                                                      | Alt Om Min Far                       | Even Benestad                                  | Norvégia · Dánia                                                  |
| –––                                                      | Clown in Kabul                       | Enzo Balestrieri, Stefano Moser                | Olaszország                                                       |
| Én, te, ő                                                | Être et avoir                        | Nicolas Philibert                              | Franciaország                                                     |
| Született hazudozó vagyok                                | Fellini: Je suis un grand menteur    | Damian Pettigrew                               | Franciaország · Olaszország · Egyesült Királyság                  |
| Az utolsó óráig – Hitler titkárnőjének visszaemlékezései | Im Toten Winkel - Hitlers Sekretärin | André Heller, Othmar Schmiderer                | Ausztria                                                          |
| Vándormadarak                                            | Le peuple migrateur                  | Jacques Perrin, Jacques Cluzaud, Michel Debats | Franciaország · Németország · Svájc · Spanyolország · Olaszország |

### Legjobb európai rendező
| Nyertesek és jelöltek | Magyar címe          | Eredeti címe                                 |
| --------------------- | -------------------- | -------------------------------------------- |
| Pedro Almodóvar       | Beszélj hozzá        | Hable con ella                               |
| Marco Bellocchio      | Anyám mosolya        | L'ora di religione (Il sorriso di mia madre) |
| Andreas Dresen        | Félúton              | Halbe Treppe                                 |
| Aki Kaurismäki        | A múlt nélküli ember | Mies vailla menneisyyttä                     |
| Mike Leigh            | Minden vagy semmi    | All or Nothing                               |
| Ken Loach             | Édes kamaszkor       | Sweet Sixteen                                |
| / Roman Polański      | A zongorista         | The Pianist                                  |
| Alekszandr Szokurov   | Az orosz bárka       | Russzkij kovcseg                             |

### Legjobb európai színésznő
| Nyertesek és jelöltek | Magyar címe          | Eredeti címe              |
| --- | -------------------- | ------------------------- |
| A 8 nő szereplőgárdája: Catherine Deneuve, Isabelle Huppert, Emmanuelle Béart, Fanny Ardant, Virginie Ledoyen, Danielle Darrieux, Ludivine Sagnier, Firmine Richard | 8 nő                 | 8 femmes                  |
| Okszana Akinysina | Lilja 4-Ever         | Lilja 4-Ever              |
| Emmanuelle Devos | A számat figyeld     | Sur mes lèvres            |
| Martina Gedeck | Bella Martha         | Bella Martha              |
| Laura Morante | –––                  | Un viaggio chiamato amore |
| Samantha Morton | Ellopott siker       | Morvern Callar            |
| Kati Outinen | A múlt nélküli ember | Mies vailla menneisyyttä  |

### Legjobb európai színész
| Nyertesek és jelöltek | Magyar címe                | Eredeti címe                                              |
| --------------------- | -------------------------- | --------------------------------------------------------- |
| Sergio Castellitto    | Bella Martha Anyám mosolya | Bella Martha L'ora di religione (Il sorriso di mia madre) |
| Javier Bardem         | Napfényes hétfők           | Los lunes al sol                                          |
| Javier Cámara         | Beszélj hozzá              | Hable con ella                                            |
| Martin Compston       | Édes kamaszkor             | Sweet Sixteen                                             |
| Olivier Gourmet       | A fiú                      | Le fils                                                   |
| Markku Peltola        | A múlt nélküli ember       | Mies vailla menneisyyttä                                  |
| Timothy Spall         | Minden vagy semmi          | All or Nothing                                            |

### Legjobb forgatókönyvíró
| Nyertesek és jelöltek                     | Magyar címe                           | Eredeti címe             |
| ----------------------------------------- | ------------------------------------- | ------------------------ |
| Pedro Almodóvar                           | Beszélj hozzá                         | Hable con ella           |
| Jacques Audiard Tonino Benacquista        | A számat figyeld                      | Sur mes lèvres           |
| Paul Greengrass                           | Véres vasárnap                        | Bloody Sunday            |
| Aki Kaurismäki                            | A múlt nélküli ember                  | Mies vailla menneisyyttä |
| Krzysztof Kieślowski Krzysztof Piesiewicz | A gyilkosok is a mennyországba mennek | Heaven                   |
| Paul Laverty                              | Édes kamaszkor                        | Sweet Sixteen            |
| François Ozon                             | 8 nő                                  | 8 Femmes                 |

### Legjobb európai operatőr
| Nyertesek és jelöltek | Magyar címe                           | Eredeti címe                     |
| --------------------- | ------------------------------------- | -------------------------------- |
| Pawel Edelman         | A zongorista                          | The Pianist                      |
| Javier Aguirresarobe  | Beszélj hozzá                         | Hable con ella                   |
| Tilman Büttner        | Az orosz bárka                        | Ruszkij kovcseg (Русский ковчег) |
| Frank Griebe          | A gyilkosok is a mennyországba mennek | Heaven                           |
| Alwin H. Küchler      | Ellopott siker                        | Morvern Callar                   |
| Timo Salminen         | A múlt nélküli ember                  | Mies vailla menneisyytt          |
| Ivan Strasburg        | Véres vasárnap                        | Bloody Sunday                    |

### Legjobb európai teljesítmény a világ filmművészetében
| Díjazott       | Foglalkozás | Ország        |
| -------------- | ----------- | ------------- |
| Victoria Abril | színésznő   | Spanyolország |

### Az Európai Filmakadémia életműdíja
| Díjazott      | Foglalkozás            | Ország      |
| ------------- | ---------------------- | ----------- |
| Tonino Guerra | forgatókönyvíró, költő | Olaszország |

### Európai Filmakadémia kritikusainak díja – FIPRESCI-díj
| Magyar címe    | Eredeti címe  | Rendező   | Ország                                           |
| -------------- | ------------- | --------- | ------------------------------------------------ |
| Édes kamaszkor | Sweet Sixteen | Ken Loach | Egyesült Királyság · Spanyolország · Németország |

### Európai Filmakadémia legjobb nem európai filmje – Screen International díj
| Magyar címe              | Eredeti címe                  | Rendező            | Ország                                                         |
| ------------------------ | ----------------------------- | ------------------ | -------------------------------------------------------------- |
| Deus ex machina          | Yadon ilaheyya                | Elia Suleiman      | Franciaország · Marokkó · Németország · Palesztina             |
| 8 mérföld                | 8 Mile                        | Curtis Hanson      | Amerikai Egyesült Államok · Németország                        |
| Bazi nagy görög lagzi    | My Big Fat Greek Wedding      | Joel Zwick         | Amerikai Egyesült Államok · Kanada                             |
| Chihiro Szellemországban | Szen to Csihiro no kamikakusi | Mijazaki Hajao     | Japán                                                          |
| Isten városa             | Cidade de Deus                | Fernando Meirelles | Brazília · Franciaország                                       |
| Különvélemény            | Minority Report               | Steven Spielberg   | Amerikai Egyesült Államok                                      |
| Pók                      | Spider                        | David Cronenberg   | Amerikai Egyesült Államok · Egyesült Királyság · Franciaország |
| Távol a mennyországtól   | Far from Heaven               | Todd Haynes        | Amerikai Egyesült Államok · Franciaország                      |

### Európai Filmakadémia közönségdíja – legjobb rendező
| Nyertesek és jelöltek             | Magyar címe           | Eredeti címe                                 |
| --------------------------------- | --------------------- | -------------------------------------------- |
| Pedro Almodóvar                   | Beszélj hozzá         | Hable con ella                               |
| Aki Kaurismäki                    | A múlt nélküli ember  | Mies vailla menneisyyttä                     |
| Paul Greengrass                   | Véres vasárnap        | Bloody Sunday                                |
| Mike Leigh                        | Minden vagy semmi     | All or Nothing                               |
| Cédric Klapisch                   | Lakótársat keresünk   | L'auberge espagnole                          |
| Silvio Soldini                    | Elégni a szélben      | Brucio nel vento                             |
| Jean-Pierre Dardenne Luc Dardenne | A gyermek             | L'enfant                                     |
| Andreas Dresen                    | Félúton               | Halbe Treppe                                 |
| Marco Bellocchio                  | Anyám mosolya         | L'ora di religione (Il sorriso di mia madre) |
| Annette K. Olesen                 | Apróbb zűrök          | Sma ulykker                                  |
| Cristina Comencini                | Életem legszebb napja | Il più bel giorno della mia vita             |

### Európai Filmakadémia közönségdíja – legjobb színésznő
| Nyertesek és jelöltek | Magyar címe                    | Eredeti címe             |
| --------------------- | ------------------------------ | ------------------------ |
| Kate Winslet          | Iris – Egy csodálatos női elme | Iris                     |
| Victoria Abril        | Bokszmeccs a lélekért          | Sin noticias de Dios     |
| Fanny Ardant          | 8 nő                           | 8 femmes                 |
| Ariane Ascaride       | –––                            | Marie-Jo et ses 2 amours |
| Judi Dench            | Iris – Egy csodálatos női elme | Iris                     |
| Emmanuelle Devos      | A számat figyeld               | Sur mes levres           |
| Isabelle Huppert      | 8 nő                           | 8 femmes                 |
| Helen Mirren          | Gosford Park                   | Gosford Park             |
| Parminder Nagra       | Csavard be, mint Beckham       | Bend It Like Beckham     |
| Maggie Smith          | Gosford Park                   | Gosford Park             |
| Paprika Steen         | Oké                            | Okay                     |
| Emily Watson          | Gosford Park                   | Gosford Park             |

### Európai Filmakadémia közönségdíja – legjobb színész
| Nyertesek és jelöltek | Magyar címe                             | Eredeti címe                                 |
| --------------------- | --------------------------------------- | -------------------------------------------- |
| Javier Cámara         | Beszélj hozzá                           | Hable con ella                               |
| Hugh Bonneville       | Iris – Egy csodálatos női elme          | Iris                                         |
| Jim Broadbent         | Iris – Egy csodálatos női elme          | Iris                                         |
| Adrien Brody          | A zongorista                            | Iris                                         |
| Luigi Lo Cascio       | A szerelmes taxisofőr                   | Luce dei miei occhi                          |
| Vincent Cassel        | A számat figyeld                        | Sur mes lèvres                               |
| Sergio Castellitto    | Anyám mosolya                           | L'ora di religione (Il sorriso di mia madre) |
| Alain Chabat          | Asterix és Obelix: A Kleopátra-küldetés | Astérix et Obélix : Mission Cléopâtre        |
| Martin Compston       | Édes kamaszkor                          | Sweet Sixteen                                |
| Ralph Fiennes         | Pók                                     | Spider                                       |
| Olivier Gourmet       | A fiú                                   | Le fils                                      |
| Ulrich Tukur          | Ámen                                    | Amen                                         |

### Legjobb európai rövidfilm (UIP díj)
| Címe                    | Rendező           | Ország              | Jelölő fesztivál        |
| ----------------------- | ----------------- | ------------------- | ----------------------- |
| 10 Minuta               | Ahmed Imamovic    | Bosznia-Hercegovina | UIP díj – Szarajevó     |
| Bror Min                | Jens Jonsson      | Svédország          | UIP díj – Grimstad      |
| Ce vieux rêve qui bouge | Alain Guiraudie   | Franciaország       | UIP díj – Vilo do Conde |
| Kalózok szeretője       | Péterffy Zsófia   | Magyarország        | UIP díj – Velence       |
| Kuvastin                | Tatu Pohjavirta   | Finnország          | UIP díj – Tampere       |
| Mi-Temps                | Mathias Gokalp    | Franciaország       | UIP díj – Krakkó        |
| Muno                    | Bouli Lanners     | Belgium             | UIP díj – Gent          |
| Nouvelle de la tour L   | Samuel Benchetrit | Franciaország       | UIP díj – Valladolid    |
| Nuit de noces           | Olga Baillif      | ,                   | UIP díj – Angers        |
| Procter                 | Joachim Trier     | ,                   | UIP díj – Edinburgh     |
| Relativity              | Virginia Heath    | Egyesült Királyság  | UIP díj – Berlin        |